# 折本站

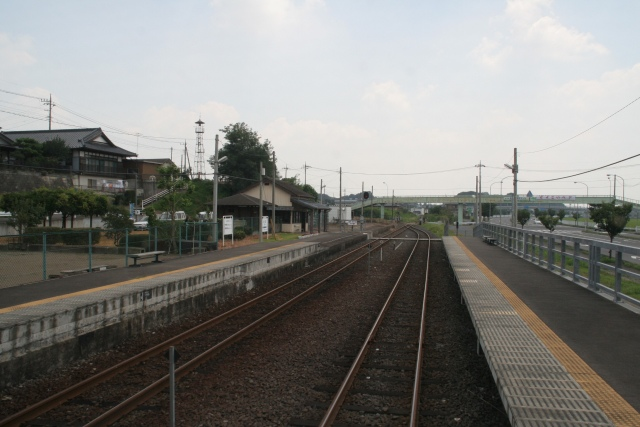
月台（2006年8月）

折本站（日语：／ Orimoto eki */?）是位於茨城縣筑西市折本322番4號，真岡鐵道的真岡線車站。此站為「SL真岡」停車站。

## 歷史
- 1912年（明治45年）4月1日 - 官設鐵道（國鐵）真岡輕便線（後來為真岡線）車站啟用[1]。
- 1958年（昭和33年）9月10日 - 成為業務委託車站，列車交會設備撤走[1]。
- 1970年（昭和45年）3月10日 - 成為無人車站[1]。
- 1987年（昭和62年）4月1日 - 伴隨國鐵分割民營化，車站由東日本旅客鐵道（JR東日本）營運。
- 1988年（昭和63年）4月11日 - 真岡線由真岡鐵道接管，成為真岡鐵道線車站[1]。
- 2001年（平成13年）-　交會設備開始使用。

## 車站構造
本站是地面車站，設有2面2線的相對式月台。此站是無人車站。車站東邊設有住宅區。在舊日本國有鐵道（國鐵）時代，此站是有人車站，當時設有古老站房。兩月台之間設有站內平交道。車站沒有西邊出入口，沒有通道前往國道294號繞道。

## 使用狀況
以下為近年乘車人次變化。
| 乘車人次變化 | 乘車人次變化     | 乘車人次變化       |
| 年度         | 1日平均 乘車人次 | 1日平均 上下車人次 |
| ------------ | ---------------- | ------------------ |
| 1998         |                  | 213                |
| 1999         |                  | 198                |
| 2000         |                  | 186                |
| 2001         |                  | 287                |
| 2002         |                  | 125                |
| 2003         |                  | 110                |
| 2004         |                  | 93                 |
| 2005         |                  | 102                |
| 2006         |                  | 93                 |
| 2007         | 39               | 82                 |
| 2008         | 46               | 135                |
| 2009         | 39               | 78                 |
| 2010         | 36               | 70                 |
| 2011         | 27               | 62                 |
| 2012         | 28               | 54                 |
| 2013         | 29               | 54                 |
| 2014         | 21               | 45                 |
| 2015         | 24               | 44                 |
| 2016         | 23               | 48                 |
| 2017         | 23               | 47                 |
| 2018         | 19               | 38                 |

## 車站周邊
車站東邊設有住宅區，車站西邊的道路外邊設有稻田和工場。
- 國道294號（日语：国道294号）
- 五行川（日语：五行川）
- 伊佐城（日语：伊佐城）蹟
- 中館觀音寺
- 筑西市立中（日语：／）小學
- 筑西市中公民館
- 下館折本郵局

## 相鄰車站
真岡鐵道
真岡線
下館二高前－折本－樋口

## 注腳
1. 1 2 3 4 5  曾根悟（監修）. 朝日新聞出版分冊百科編集部（編集） , 编. . 週刊朝日百科. 21号 関東鉄道・真岡鐵道・首都圏新都市鉄道・流鉄. 朝日新聞出版. 2011-08-07: 18–19 （日语）.
2. ↑  真岡市統計書
3. ↑  筑西市統計要覧

## 外部連結
- 折本站 （页面存档备份，存于）（日語） - 真岡鐵道官方網站